# ساعة باباي الأحدث (رسوم متحركة)
باباي (بالإنجليزية: The All New Popeye Show)‏ مسلسل رسوم متحركة أمريكي من إنتاج شركة هانا-باربيرا وكينغ فيوتشرز سينديكيت إنك، وهو يحكي مغامرات البحار باباي، تم إنتاجه بين العامين 1978و 1983، دُبلِجَ إلى العربية بواسطة مركز الزهرة وتم عرضه على قناة سبيستون ولاحقا على قناة اجيال

## القصة
تدور القصة عن بحار إسمه باباي يقوم بالمغامرات برفقة زوجته زيتونة، وهو رجل قوي تزداد قوته عندما يأكل السبانخ وتساعده زوجته أيضًا. عدو باباي اللدود والدائم هو بلوتو الضخم وعندما يتشاجر مع أحد فإنه لا يستغني عن السبانخ لأنها تزيده قوة بينما زوجة باباي دائمة الصراخ عندما يختطفها أحد وصوتها عالي جداً وهي لا تتعرض للاختطاف إلا من بلوتو.
بلوتو ضخم الجثة دائم التعرض للبحار باباي ويحاول دائما أن يسبقه إلى الأشياء كما إنه دائم الاختطاف لزيتونة وعندما يتشاجر مع باباي في البداية يكون الفوز لبلوتو ولكن عندما يتناول باباي السبانخ فينقلب الوضع، واخيرا شطيرة هو رجل سمين يحب تناول الهمبرغر ويده لا تخلو منها.

## الشخصيات
- باباي (بالإنجليزية: Popeye)‏
- زيتونة (بالإنجليزية: Olive Oyl)‏
- بلوتو (بالإنجليزية: Bluto)‏
- شطيرة (بالإنجليزية: Wimpy)‏
- الطفل (بالإنجليزية: Swee'Pea)‏

## الأصوات العربية

### الجزء الأول
- محمد خرماشو - باباي
- ميادة درويش - زيتونة (الصوت الأول)
- رأفت بازو - شطيرة
- أنجي اليوسف
- مها عابد
- محمد خير عليوي - بلوتو

### الجزء الثاني
- محمد خرماشو - باباي
- رأفت بازو - شطيرة
- سمر كوكش - زيتونة (الصوت الثاني)
- محمد خير عليوي - بلوتو
- فاطمة سعد
- أيمن السالك
- لينا ضوا

## روابط خارجية
- باباي على موقع IMDb (الإنجليزية)
- باباي على موقع ميتاكريتيك (الإنجليزية)
- باباي على موقع كينوبويسك (الروسية)
- باباي على موقع قاعدة بيانات الفيلم (الإنجليزية)